# املت گوجه‌فرنگی
املت گوجه فرنگی یک وعده غذایی آماده برای صبحانه است که عمدتاً در منطقه ماهاراشترا رایج می‌باشد. این غذا به دلیل تشابه ظاهری به عنوان یک املت نامیده می‌شود اما در واقع حاوی تخم مرغ نمی‌باشد. ماده اصلی تشکیل دهنده آن آرد نخودچی می‌باشد. گاهی املت گوجه را با آردبرنج و رب سویا تهیه نموده و در آن از حبوبات نیز استفاده می‌کنند. در این حالت، اگر مواد را روی خمیر بریزید و طبخ کنید یک صبحانه مخصوص هندی خواهید داشت که بنام اوتاپام در هند و همچنین املت قهوه‌خانه ای یا املت گوجه از دیگر انواع املت اصیل کشور ما محسوب می‌شوند. در این بین املت گوجه فرنگی محبوب‌ترین املت ایرانی است.
خمیر از آب و آرد معمولی تهیه می‌شود و به آن فلفل سبز تند و پیاز خرد شده و گوجه فرنگی اضافه می‌گردد. مخلوط در یک دیگچه با روغن پخت‌وپز از هر دو طرف سرخ می‌شود. املت گوجه فرنگی به صورت گرم با سس گوجه فرنگی و ترشی نارگیل یا سامبار یا هر ترشی دیگر سرو می‌شود.
این غذا در تمام رستوران‌ها و اغذیه فروشی‌های سراسر ماهاراشترا در شهرهای پونا و بمبئی یافت می‌شود و از محبوبیت خاصی برخوردار است. همچنین یک غذای محبوب و پرطرفدار در اغذیه فروشیهای دانشگاه‌های منطقه مانند VJTI و دانشگاه پونا می‌باشد. با اینکه این صبحانه لذیذ در رستورانهای سراسر کشور در دسترس است، اما در کل در خانه‌های اهالی ماهاراشترا با دستورالعمل مشابه و مواد متنوع داخل خمیر، تهیه و بنامهای مختلفی مانند تالی پیس و زیرده صرف می‌شود.

## پیوندها
- https://web.archive.org/web/20170830104756/http://aahaaramonline.com/2015/02/20/tomato-omelette-vegetarian-omelet-maharashtra-recipe/
- http://aahaaramonline.com/category/indian-food/maharashtrian-recipes/page/8/ بایگانی‌شده  در ۳۰ اوت ۲۰۱۷ توسط Wayback Machine
- http://www.aayisrecipes.com/breakfast-or-snacks/tomato-omelet-vegetarian
- https://web.archive.org/web/20171114061228/http://chakali.blogspot.in/2008/03/tomato-omelette_07.html